# Fabci
Fabci este o localitate din comuna Ilirska Bistrica, Slovenia, cu o populație de 11 locuitori.